# 大野木秀俊
 大野木秀俊（おおのぎ ひでとし，？—1573年（天正元年））戰國時代武將。淺井氏家臣。受領名是土佐守，是大野木秀資之子。

## 生平
元龜元年（1570年）時，跟野村直隆、三田村國定共同擔任橫山城城將，迎戰織田信長的軍隊，在淺井家於姉川之戰失敗後，橫山城失守後，回到小谷城參與守備，負責中之丸方面的軍務。
元龜3年（1572年）11月的虎御前山之戰中，大野木秀俊跟淺井井規一同進攻織田方的虎御前山砦，結果被織田家臣木下藤吉郎擊敗。後在天正元年（1573年）的小谷城之戰中，當織田家臣木下藤吉郎拿下小谷城的京極丸後，大野木秀俊與淺井井規、三田村國定透過木下藤吉郎投降織田家，但大野木秀俊等人在戰後被織田信長認為對主不忠，全部誅殺。
大野木秀俊與磯野員昌、野村直隆、三田村國定被並列為淺井四翼。